# Stefan Huber (Regisseur)
Stefan Huber (* 22. Oktober 1960 in Zürich; † 23. November 2023) war ein Schweizer Regisseur und Schauspieler.

## Leben und Karriere
Stefan Huber wurde zunächst an der Hochschule für Musik und Theater in Bern zum Schauspieler ausgebildet. Er war am Stadttheater Aachen engagiert, wo er u. a. als Oswald in Gespenster von Ibsen und als Hamlet von Shakespeare zu sehen war.
Anschliessend wirkte er in Wien in den Musical-Produktionen Les Misérables und Elisabeth mit und gründete die Gesangsformation Tietzes, mit der er auch im Fernsehen auftrat.
Bereits während seiner Zeit als Schauspieler in Aachen hatte Huber begonnen, auch Regie zu führen. In seinen letzten Jahren erarbeitete er sich einen Ruf als Spezialist für Musicals und musikalische Programme. Er inszenierte an zahlreichen Bühnen in Deutschland, Österreich und der Schweiz Musical-Klassiker wie Cabaret, West Side Story, La Cage aux Folles, Anatevka, Anything Goes oder Evita, aber auch deutschsprachige Erstaufführungen wie Crazy for You oder Uraufführungen wie Heidi – Das Musical und Gotthelf – Das Musical.
Ausserdem arbeitete Huber auch für das Schweizer Fernsehen. Er führte Regie bei zahlreichen Folgen der Serien Fascht e Familie, Mannezimmer und Fertig lustig.
Er war mit dem deutschen Schauspieler, Sänger und Musicaldarsteller Alen Hodzovic verheiratet. Huber starb im November 2023 im Alter von 63 Jahren an den Folgen einer ALS-Erkrankung.

## Bühnenproduktionen (Auswahl)
- 2006: Inszenierung von Heidi – Das Musical, Welturaufführung, Seebühne Walenstadt
- 2007: Inszenierung von Heidi – Das Musical, Teil 2, Welturaufführung, Seebühne Walenstadt[3]
- 2009: Inszenierung von Evita, Theater Dortmund, Dortmund[4]
- 2009: Inszenierung von Rent, Prinzregententheater, München[5]
- 2010: Inszenierung von Bibi Balù, Theater St. Gallen, St. Gallen[6]
- 2010: Inszenierung von Die Schweizermacher, Maag Music Hall, Zürich[7]
- 2010: Inszenierung von Sunset Boulevard, Theater Magdeburg, Magdeburg[8]
- 2010: Inszenierung von Sweet Charity, Staatstheater Nürnberg, Nürnberg[9]
- 2011: Inszenierung von Gotthelf – Das Musical, Welturaufführung, Thunerseespiele, Thun[10]
- 2012: Inszenierung von Anatevka, Bad Hersfelder Festspiele, Bad Hersfeld[11]
- 2012: Inszenierung von Funny Girl, Theater Dortmund, Dortmund[12]
- 2014: Inszenierung von Clivia, Komische Oper Berlin, Berlin[13]
- 2015: Inszenierung von The Drowsy Chaperone – 4 Hochzeiten und ein Musical, Prinzregententheater, München[14]
- 2015: Inszenierung von Io Senza Te, Theater 11, Zürich[15]
- 2016: Inszenierung von Heute Nacht oder nie – Die Spoliansky-Revue, Komische Oper Berlin, Berlin
- 2017: Inszenierung von Titanic, Bad Hersfelder Festspiele, Bad Hersfeld
- 2019: Neuinszenierung von Bonifatius – Das Musical, Fulda[16]
- 2020: Inszenierung von Born to be Wild?, Theater Heilbronn

## Auszeichnungen
- 2023: Ehrenpreis, Deutscher Musical Theater Preis[17]